# Matica slovenská

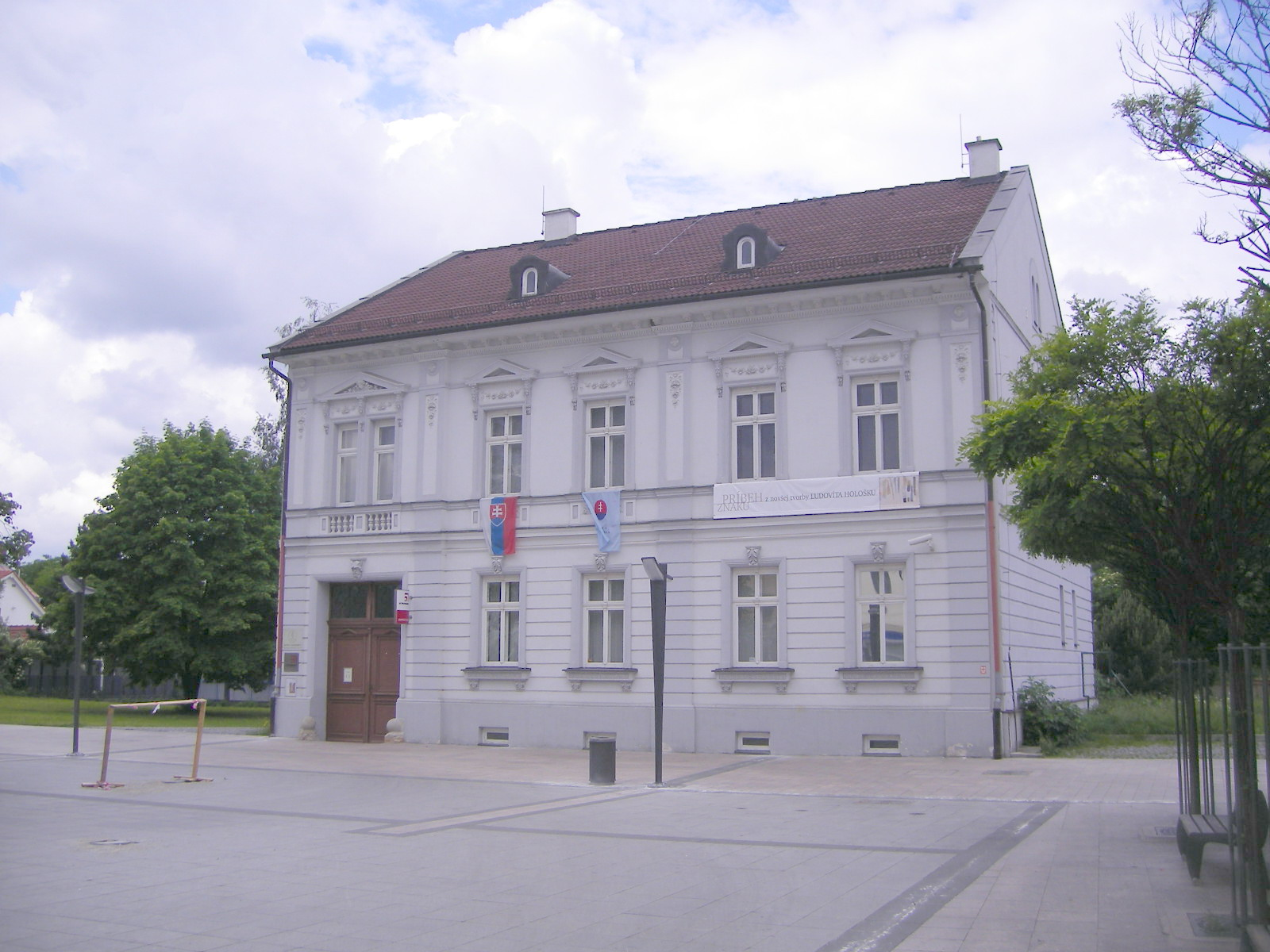
Das sog. Beňuška-Haus (slow. Beňuškov dom) in Martin. Es war der erste provisorische Sitz der Matica slovenská während der Bauzeit des ersten Vereinsgebäudes. In diesem Haus wirkte und arbeitete der Schriftsteller Jozef Škultéty.

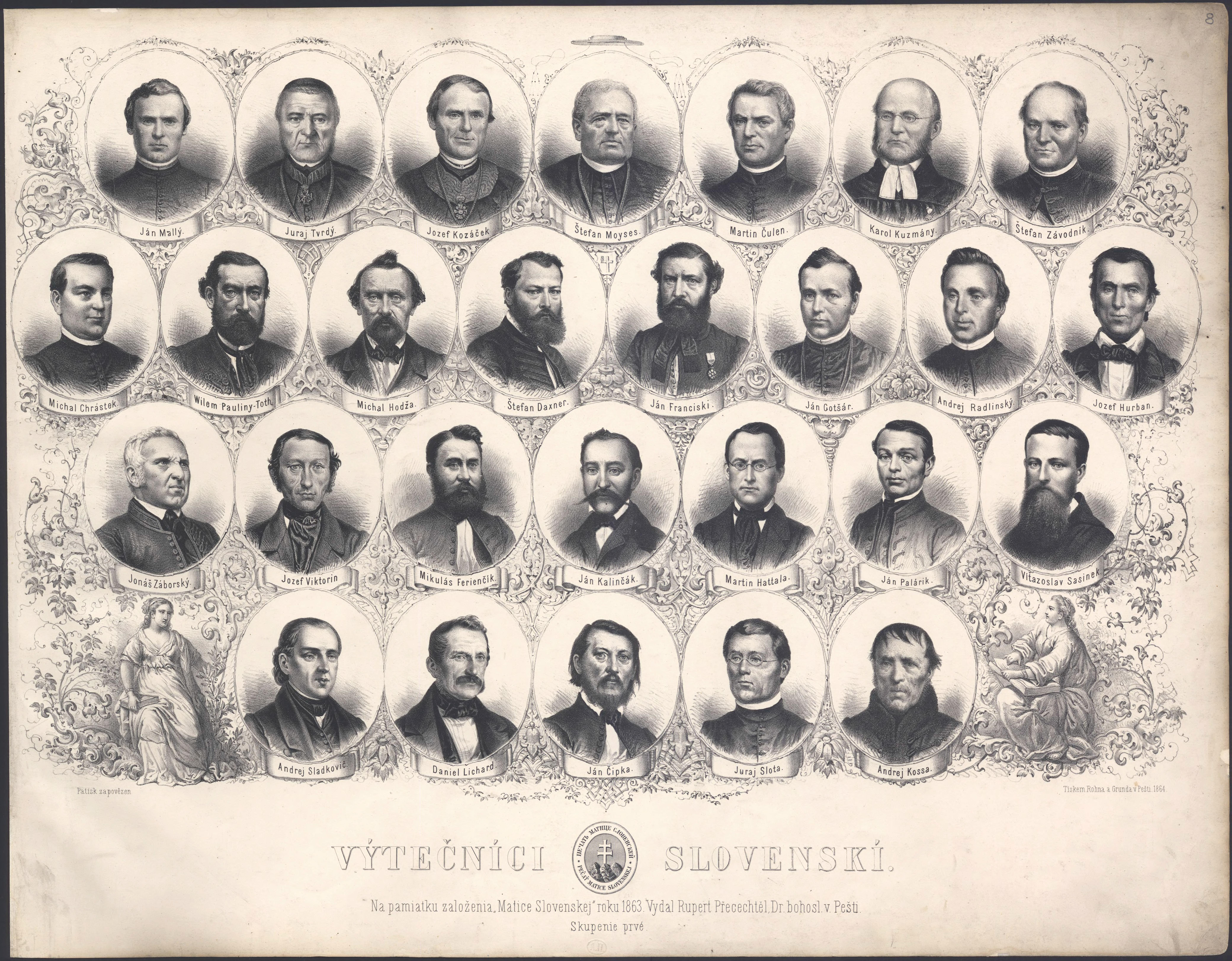
Die Gründungsmitglieder

Matica slovenská (etwa „Slowakische(r) Stiftung/Verein“, wörtlich „Slowakische Mutter“) ist das nationale Kulturinstitut der Slowakei mit Sitz in Martin. Es wird zu einem großen Teil durch Spenden, staatliche Fördermittel, Sponsoring u. ä. finanziert. Vorsitzender der Matica slovenská ist seit 2017 der Rechtsanwalt Marián Gešper. Derzeit verfügt die Institution über 505 Ortsbereiche, 15 Wissenschafts- und Interessenbereiche sowie 240 Folklore-Ensembles.

## Geschichte

### 1863 bis 1918
Am 6. und 7. Juni 1861 trafen sich namhafte Vertreter der Slowaken in St. Martin an der Turz um ein von Štefan Marko Daxner ausgearbeitetes Dokument, welches in die Geschichte als Memorandum der slowakischen Nation (slow. Memorandum národa slovenského) eingegangen ist, zu beschließen. Eine der Forderungen, die in diesem Dokument festgeschrieben wurde, war die Gründung eines slowakischen Kulturinstitutes, welches den Namen Matica slovenská  tragen sollte. Das Statut zu ihrer Gründung wurde bereits am 21. August 1862 durch Kaiser Franz Joseph I. genehmigt. Die Matica wurde am 4. August 1863 als Ausdruck des slowakischen nationalen Kulturbewusstseins als nationale Institution aller Slowaken gegründet. Mit der Gründungssitzung entstand einer der bedeutendsten Kulturvereine in der Geschichte der Slowaken. Erster Vorsitzender wurde der katholische Bischof Štefan Moyzes, sein Stellvertreter wurde der evangelische Bischof Karol Kuzmány.
Die Feierlichkeiten zur Eröffnung, an denen etwa 5000 Menschen teilnahmen, begannen mit einem Gottesdienst in der evangelischen Kirche und einer heiligen Messe in der römisch-katholischen Kirche von Martin. Danach kam es zu einer offiziellen Eröffnungssitzung die von Ján Francisci als Eröffnungspräsident geleitet wurde. Francisci legte den Versammelten einen Bericht über die Sammelaktion vor, die einen Betrag von 94 000 Gulden – als Gründungskapital einbrachte. Die neue Institution erhielt sogar von Kaiser Franz Joseph I. eine Spende von 1000 Gulden.
Bevor ein neues Vereinsgebäude gebaut werden konnte, hatte die Verwaltung des Institutes im sogenannten Beňuška-Haus ihre Verwaltungsbüros. Das neue Vereinsgebäude wurde vom Architekten Ján Nepomuk Bobula geplant, der Grundstein dafür wurde am 6. April 1864 gelegt. Die Bauarbeiten wurden Ende Juli 1865 beendet und die erste Sitzung im neuen Gebäude fand am 8. August 1865 statt. Das Gebäude wurde im klassizistischen Stil errichtet, hatte ursprünglich eine umbaute Fläche von 1189 m² und wurde nahezu ausschließlich aus Spenden der slowakischen Nation finanziert. Anfang des 20. Jahrhunderts wurde das Gebäude erweitert und umgebaut. In die Annalen der Matica slovenská ging es als „Erstes Gebäude“ ein.

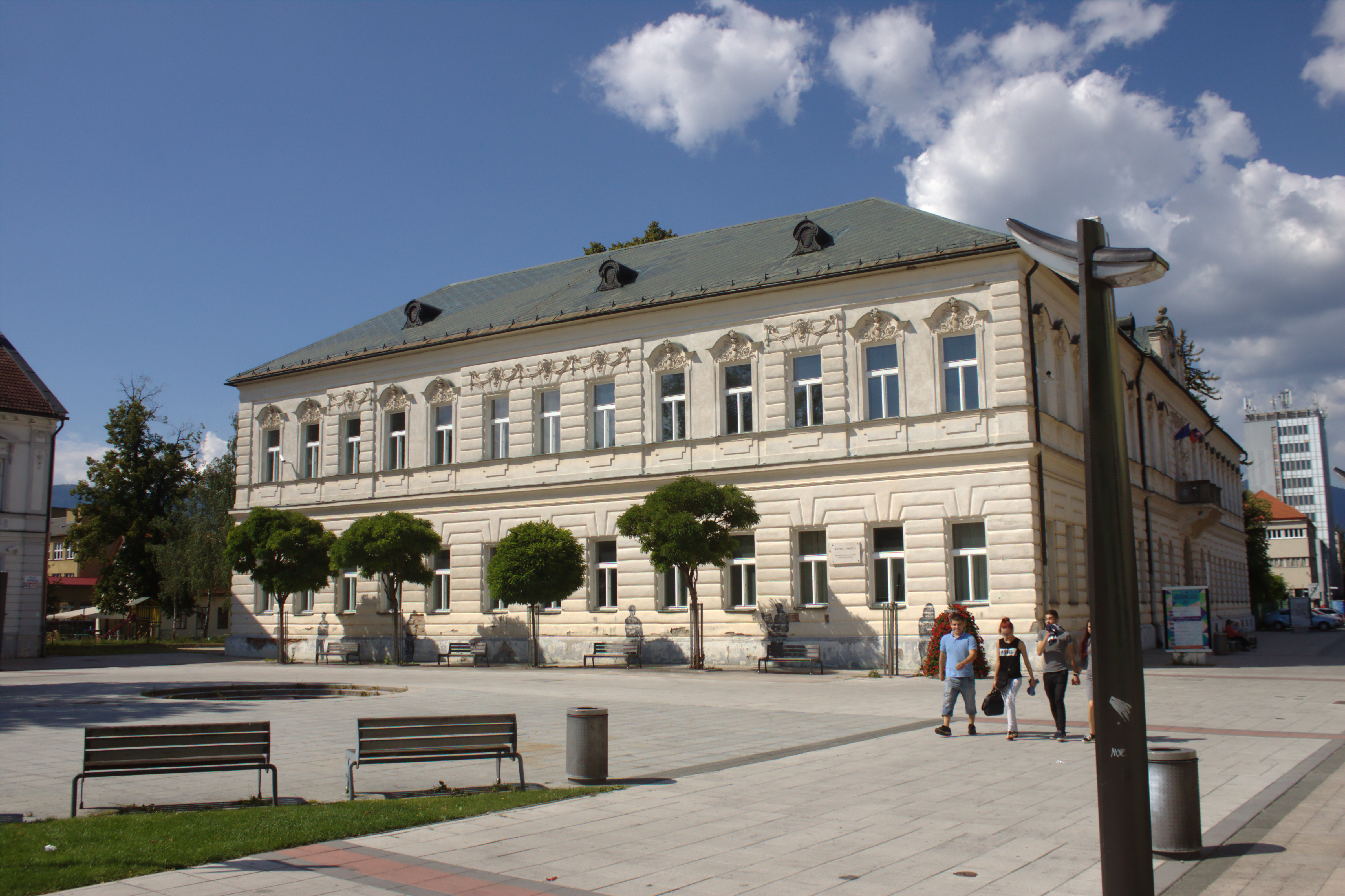
Das „Erste Gebäude“ der Matica slovenská nach dem Umbau Anfang des 20. Jahrhunderts (heute Literaturmuseum), Zustand 2017

Im Deutschen Krieg wurde 1866 in der Schlacht bei Königgrätz Österreich von den Preußen vernichtend geschlagen. Nach dieser Niederlage sah sich das geschwächte Kaisertum Österreich genötigt innenpolitisch entsprechende Konsequenzen zu ziehen. So kam es zum österreichisch-ungarischen Ausgleich, welcher zur Gründung Österreich-Ungarns führte und dadurch die Position der Ungarn innerhalb des Staates wesentlich stärkte. Aus dieser Position der Stärke heraus wurde die Matica durch den Erlass Nr. 125 vom 6. April 1875 des damaligen ungarischen Innenministers Kálmán Tisza wegen „zu starker slowakischer Gesinnung“ geschlossen und ihr durch Spenden des Kaisers und der Slowaken gesammeltes Vermögen beschlagnahmt. Dem Institut wurden „panslawistische Umtriebe“ vorgeworfen.

### 1919 bis 1948
Nach der Entstehung der Tschechoslowakei wurde die Matica slovenská im Jahre 1919 neu aktiviert und fungierte bis zur Entstehung der Slowakischen Akademie der Wissenschaften (1942) praktisch als Ersatz für diese Institution (die Matica hat u. a. die slowakische Sprache reguliert).
Zwischen 1924 und 1926 wurde das „Zweite Gebäude“ der Matica nach Plänen des Architekten Ján Palkovič errichtet. Dieses Gebäude wurde 1964 zum Nationalen Kulturdenkmal ernannt und ist heute der Hauptsitz des Instituts.

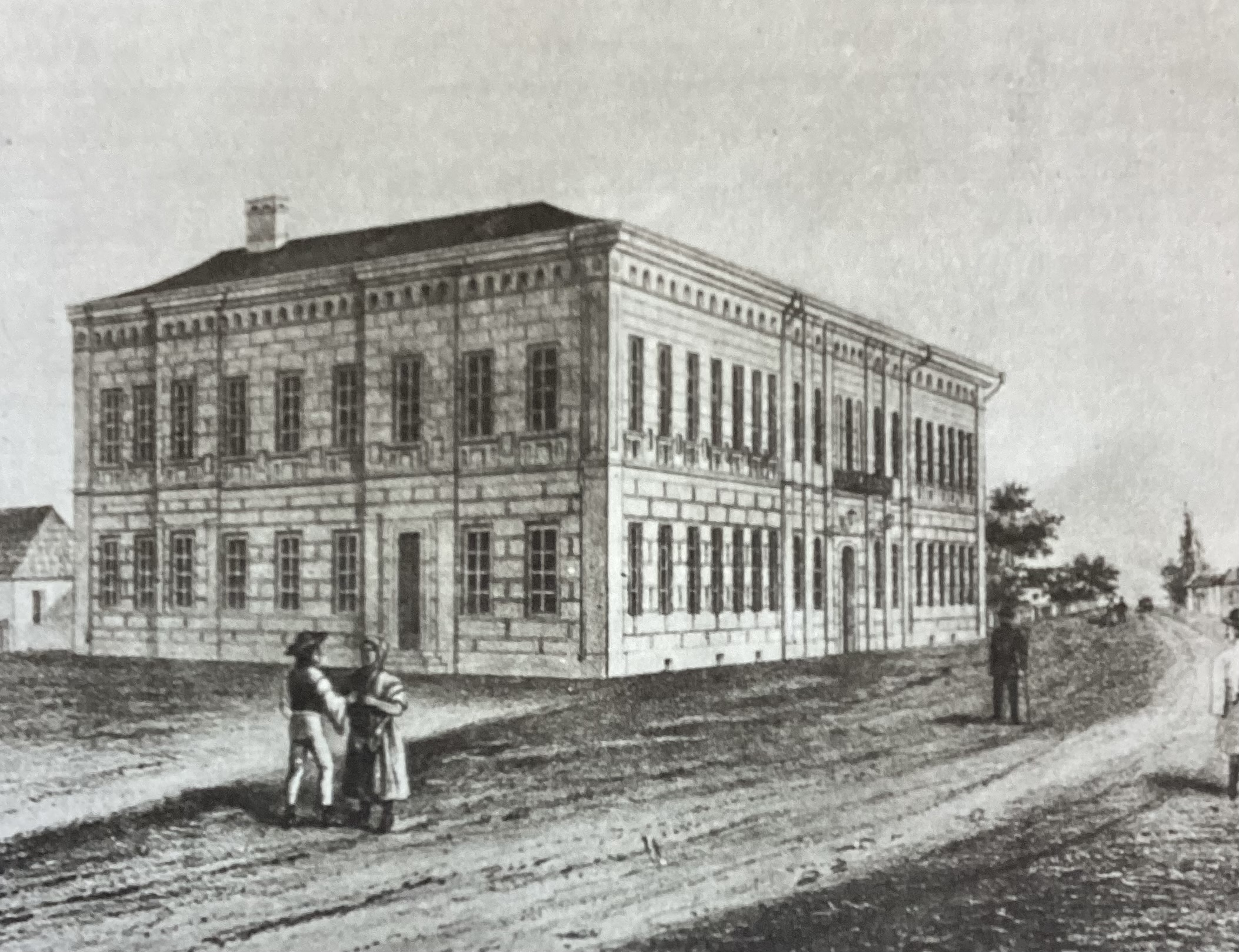
Das erste Gebäude der Matica Slovenska (ursprünglicher Zustand)

Die Tätigkeit der Matica slovenská wurde in der Zeit der Ersten Tschechoslowakischen Republik nicht besonders unterstützt, da die führenden tschechischen Politiker der damaligen Zeit T. G. Masaryk und Edvard Beneš Vertreter des sogenannten Tschechoslowakismus waren. Auch wurden die im Pittsburgher Vertrag getroffenen Vereinbarungen zum großen Teil von den Tschechen nicht eingehalten, berichten die Slovenské národné noviny, das offizielle Presseorgan der Matica slovenská.

### Nach 1948

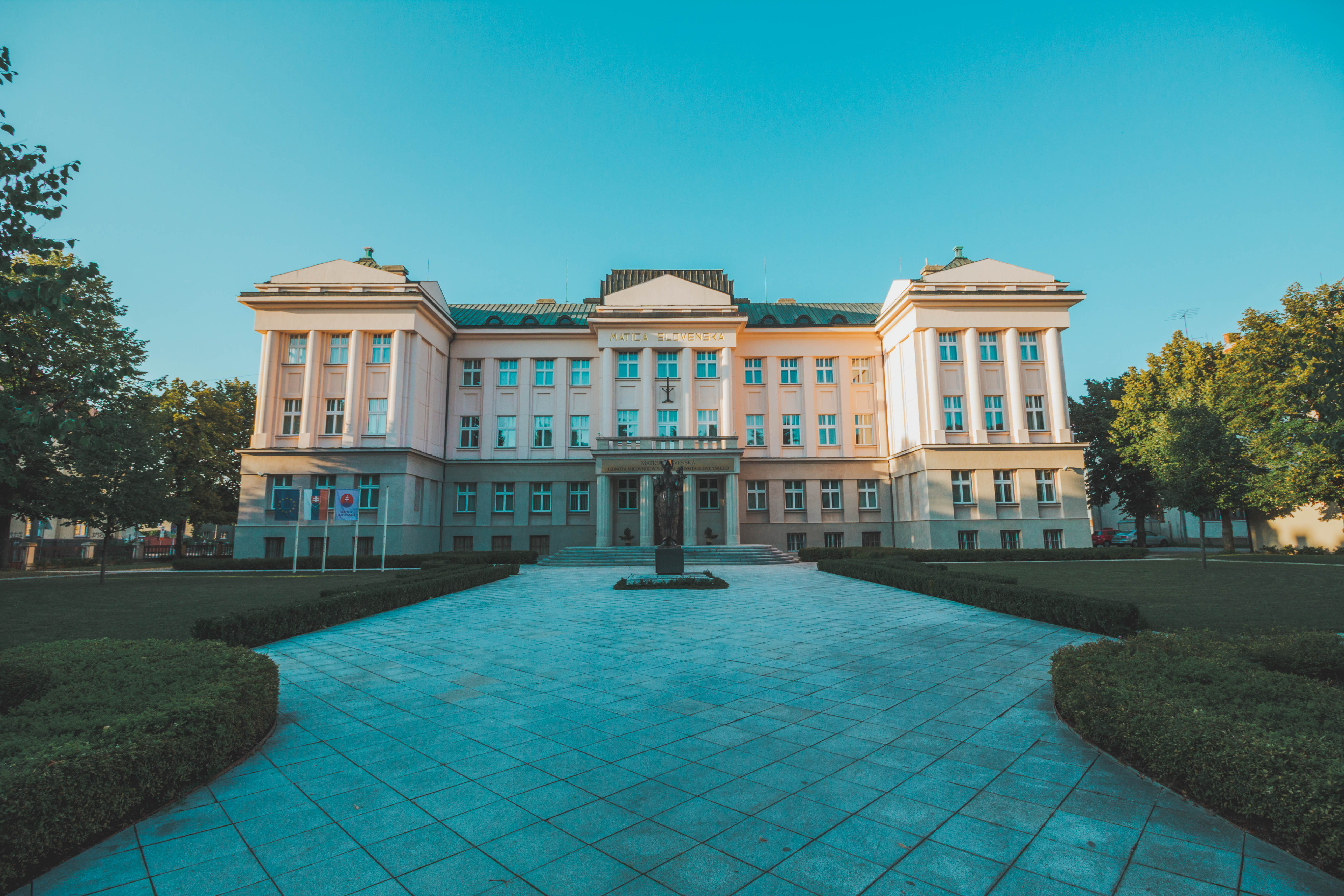
Das „Zweite Gebäude“ der Matica slovenská ist auch der heutige Hauptsitz des Kulturinstitutes (2015)

Nachdem die Kommunisten durch den Februarputsch 1948 in der Tschechoslowakei gewaltsam an die Macht gekommen waren, wurden die Aufgaben der Matica stark reduziert, sodass sie nur als eine Art Gesellschaft und Bibliothek zur Pflege der slowakischen Sprache fungierte. Die traditionell „schlechten Beziehungen“ zwischen der Matica und der Staatsführung setzten sich auch in der folgenden Zeit fort.
Ein Tiefpunkt wurde erreicht, als der damalige Staatspräsident der Tschechoslowakei Antonín Novotný eine Einladung nach Martin erhielt, um im August 1967 an den Feierlichkeiten der 100-jährigen Gründung des Slowakischen Gymnasiums in Martin teilzunehmen. Bei einem Empfang in der Matica slovenská beschimpfte er das Direktorium der Matica als „bourgeoise Nationalisten“ (slow. buržoázni nacionalisti) und verbot seiner Ehefrau sogar die bei solchen Gelegenheiten üblichen Geschenke anzunehmen. Statt des ursprünglich vorgesehenen Besuches am Slowakischen Nationalfriedhof von Martin zog er einen Besuch bei einer Landwirtschaftlichen Produktionsgenossenschaft (slow. Jednotné roľnické družstvo, JRD) der Umgebung vor. Dadurch desavouierte er nicht nur die Führung der Matica, sondern auch große Teile der Slowaken fühlten sich durch dieses Verhalten beleidigt. Auch die Führung der damaligen slowakischen kommunistischen Partei unter Alexander Dubček wandte sich von ihm ab und sicherlich trug dieses Ereignis zu seinem Sturz im März 1968 bei und war einer der Gründe des Prager Frühlings.
Während des sozialistischen Regimes wurde die Matica von bedeutenden Schriftstellern, dem Dichter und Journalisten Ladislav Novomeský und nach ihm dem Essayisten und Schriftsteller Vladimír Mináč, unterhalten.
Nachdem am 1. Januar 1969 eine föderale Ordnung innerhalb der Tschechoslowakei eingeführt wurde, erhielt auch das slowakische Traditionsinstitut Matica slovenská innerhalb der slowakischen Teilrepublik mehr Aufmerksamkeit.
Bereits zum 100-jährigen Gründungsjahr der Matica im Jahre 1963 gab es Überlegungen über einen Neubau. 1964 wurden Pläne von den Architekten Dušan Kuzma und Anton Cimmermann hierzu erstellt. Wegen politischer Querelen konnte der Bau des „Dritten Gebäudes“ der Matica jedoch erst 1975 fertig gestellt werden. Als es im Jahre 2000 zur Trennung der Matica von der in diesem Gebäude residierenden Slowakischen Nationalbibliothek kam, wurde 2005 das Gebäude der Nationalbibliothek zugesprochen. Seither residiert die Matica slovenská im „Zweiten Gebäude“ der 1920er Jahre.
Nach der Samtenen Revolution (1989) wurde der Aufgabenbereich des Kulturinstitutes nur teilweise erweitert.

## Aufgaben der Matica slovenská
Hauptaufgabe ist die Pflege des nationalen Kulturerbes.
Zur Matica slovenská gehören u. a.
1. das Slowakische Literaturinstitut
2. das Slowakische Historische Institut

und bis 2000 auch die Slowakische Nationalbibliothek

## Bedeutende Persönlichkeiten
Bedeutende Persönlichkeiten, die an der Matica slovenská wirkten waren:
- Štefan Moyzes (* 1797, † 1869), Bischof von Neusohl; war ab 1863 erster Vorsitzender des Instituts
- Karol Kuzmány (* 1806, † 1866), Theologieprofessor in Wien, Mitbegründer des Kulturinstitutes
- Michal Miloslav Hodža (1811–1870)
- Jozef Miloslav Hurban (1817–1888)
- Ján Francisci (1822–1905)
- Jozef Škultéty (1853–1948)
- Jozef Cíger-Hronský (1896–1960)
- Ladislav Novomeský (1945–1950; 1968–1973)
- Vladimír Mináč (1973–1990)
- Marián Gešper (2017 bis heute)